# سالاتناک
سالاتناک (به مجاری:  Szalatnak) یک شهرداری در مجارستان است که در ناحیه کوملو واقع شده‌است. سالاتناک ۱۰٫۲۹ کیلومتر مربع مساحت و ۴۰۵ نفر جمعیت دارد.